# Un Nuovo Tempo
Un Nuovo Tempo (Un Nuevo Tiempo, UNT) è un partito politico venezuelano.
UNT è un partito socialdemocratico, è stato fondato da Manuel Rosales nel 1999. Alle elezioni legislative del 2000, il partito ha conquistato 4 seggi su 165.